# Altese
Altese (in croato Altijež) è uno scoglio disabitato della Croazia, situato lungo la costa occidentale dell'Istria, a nord del canale di Leme.
Amministrativamente appartiene al comune di Parenzo, nella regione istriana.

## Geografia
Altese si trova a ovest di punta Grossa (Debeli rt) e a nordovest dell'insenatura di valle Sabbioni (rt Pod Sabljun). Nel punto più ravvicinato, dista 835 m dalla terraferma (punta Grossa).
Altese è uno scoglio ovale, orientato in direzione nordovest-sudest, che misura 150 m di lunghezza e 80 m di larghezza massima. Ha una superficie di 6271 km² e uno sviluppo costiero di 0,310 km. Al centro si trova un piccolo faro.

### Isole adiacenti
- Orada o Orata (hrid Orada), scoglio situato 320 m a sudest di Altese.
- Scoglio Santa Brigida (Fržital), isolotto situato 770 m a sud-sudest di Altese.
- Bianco (Bili Školj), scoglio situato 910 m a sudest di Altese.
- Pietra di Mezzo[5], piccolo scoglio situato 850 m a sudest di Altese, tra Santa Brigida e Bianco. (45°11′31.3″N 13°34′38.6″E)
- Scoglio dei Diamanti[5], piccolo scoglio situato nei pressi di punta Grossa, collegato alla terraferma da un pontile, che dista da Altese 860 m. (45°11′45″N 13°34′48.7″E)

### Cartografia
- (HR) Mappa topografica della Croazia 1:25000, su preglednik.arkod.hr.